# (7955) Ogiwara
(7955) Ogiwara (1993 WE) – planetoida z pasa głównego asteroid okrążająca Słońce w ciągu 4,58 lat w średniej odległości 2,76 j.a. Odkryta 18 listopada 1993 roku.